# Костша (Малопольське воєводство)
Костша (пол. Kostrza) — село в Польщі, у гміні Йодловник Лімановського повіту Малопольського воєводства.
Населення — 424 особи (2011).
У 1975-1998 роках село належало до Новосондецького воєводства.

## Демографія
Демографічна структура станом на 31 березня 2011 року:
|          | Загалом | Допрацездатний вік | Працездатний вік | Постпрацездатний вік |
| -------- | ------- | ------------------ | ---------------- | -------------------- |
| Чоловіки | 216     | 57                 | 130              | 29                   |
| Жінки    | 208     | 51                 | 116              | 41                   |
| Разом    | 424     | 108                | 246              | 70                   |